# Batial

Formy ukształtowania dna oceanicznego

Batial (gr. bathýs 'głęboki'), strefa batialna (hemipelagiczna) – podwodna strefa zbiorników wodnych obejmująca zbocza lądu do górnej granicy strefy abysalnej. Dotyczy głównie mórz i oceanów, a także głębokich jezior (Bajkał, Niasa, Tanganika). 
Batial oceaniczny rozpoczyna się od dolnej granicy szelfu (zwykle 130–200 m) po podstawę stoku, która leży na głębokości średnio 2000 m. Strefa ta charakteryzuje się spokojnymi wodami, brakiem światła, dość ubogim życiem zwierzęcym oraz słabym wpływem lądu na zachodzące procesy w tym środowisku. W związku z brakiem światła brak tam roślin. W strefie batialnej (hemipelagicznej) tworzą się osady batialne zwane również osadami hemipelagicznymi.